# Satu Mäkelä-Nummela
Satu Mäkelä-Nummela (n. 26 octombrie 1970, Orimattila, Uusimaa Province⁠(d), Finlanda) este o trăgătoare de tir ce a reprezentat Finlanda, medaliată olimpică. A participat la 4 ediții ale Jocurilor Olimpice (2008, 2012, 2016, 2020) în care a câștigat o medalie de aur.